# Lucien Ballard
Lucien Ballard (Miami, 6 maggio 1908 – Rancho Mirage, 1º ottobre 1988) è stato un direttore della fotografia statunitense.

## Biografia
Nato nello stato dell'Oklahoma nel 1908, frequentò le Università di Pennsylvania e Oklahoma e, dopo la laurea, condusse un'esistenza da nomade, finendo addirittura in Cina alla ricerca di opportunità. Quando tornò in patria, decise di lavorare nell'industria del legname e andò a lavorare in una segheria. 
Verso la fine degli anni '20 si sposò e ritrovò un amico che all'epoca lavorava per la Paramount e gli procurò un lavoro come attrezzista e come aiuto cameraman. Ballard accettò e si trasferì in California. Dal 1929 al 1935 fece una dura gavetta e, benché già nel 1930 facesse esperienza come fotografo in Marocco di Josef von Sternberg, fu soltanto cinque anni dopo che vide riconosciuto il proprio lavoro vincendo, sempre col regista austriaco, il Leone d'oro per il film Capriccio spagnolo. Da quel momento in poi iniziò a lavorare per parecchie case di produzione. Alla Columbia, dove diresse parecchi B-movies, lavorò qualche anno con Howard Hughes, poi passò alla RKO e, quindi, alla Twentieth Century Fox. 
Fra i suoi film si ricordano: Lasciateci vivere! (1939) di John Brahm, Vertigine (1944) di Otto Preminger, Tentazione (1946) con l'allora seconda moglie Merle Oberon (da cui divorzierà nel 1949), Rapina a mano armata (1956) di Stanley Kubrick, Donne inquiete (1963), per cui ottenne la sua unica candidatura all'Oscar, Hollywood Party (1968) di Blake Edwards e Il mucchio selvaggio (1969) di Sam Peckinpah.
Nella sua carriera, girò - come direttore della fotografia - 139 pellicole. L'ultimo film che firmò fu il documentario My Kingdom For... (1985) di Budd Boetticher.
Ritiratosi nel 1985, morì nel 1988 in un incidente d'auto vicino alla sua casa.

## Filmografia

### Direttore della fotografia
- Marocco (Morocco), regia di Josef von Sternberg (1930)
- Capriccio spagnolo (The Devil Is a Woman), regia di Josef von Sternberg (1935)
- Ho ucciso! (Crime and Punishment), regia di Josef von Sternberg (1935)
- Desiderio di re (The King Steps Out), regia di Josef von Sternberg (1936)
- Giustizia! (The Final Hour), regia di D. Ross Lederman (1936)
- La moglie di Craig (Craig's Wife), regia di Dorothy Arzner (1936)
- La femmina dei porti (The Devil's Playground), regia di Erle C. Kenton (1937)
- Racketeers in Exile, regia di Erle C. Kenton (1937)
- I Promise to Pay, regia di D. Ross Lederman (1937)
- Venus Makes Trouble, regia di Gordon Wiles (1937)
- Girls Can Play, regia di Lambert Hillyer (1937)
- La vita comincia con l'amore (Life Begins with Love), regia di Ray McCarey (1937)
- The Shadow, regia di Charles C. Coleman (1937)
- Penitenziario (Penitentiary), regia di John Brahm (1938)
- The Lone Wolf in Paris, regia di Albert S. Rogell (1938)
- Highway Patrol, regia di Charles C. Coleman (1938)
- Squadron of Honor, regia di Charles C. Coleman (1938)
- Flight to Fame, regia di Charles C. Coleman (1938)
- Rio Grande, regia di Sam Nelson (1938)
- The Thundering West, regia di Sam Nelson (1939)
- Texas Stampede, regia di Sam Nelson (1939)
- Lasciateci vivere! (Let Us Live), regia di John Brahm (1939)
- Blind Alley, regia di Charles Vidor (1939)
- Fuori da quelle mura (Outside These Walls), regia di Ray McCarey (1939)
- Angeli del mare (Coast Guard), regia di Edward Ludwig (1939)
- Il cattivo la inseguiva ancora (The Villain Still Pursued Her), regia di Edward F. Cline (1940)
- Il richiamo del nord (Wild Geese Calling), regia di John Brahm (1941)
- La palude della morte (Swamp Water), regia di Jean Renoir (1941)
- Ondata d'amore (Moontide), regia di Archie Mayo (1942)
- Whispering Ghosts, regia di Alfred L. Werker (1942)
- Voglio essere più amata (Orchestra Wives), regia di Archie Mayo (1942)
- The Undying Monster, regia di John Brahm (1942)
- Il mio corpo ti scalderà (The Outlaw), regia di Howard Hughes (1943)
- Tonight We Raid Calais, regia di John Brahm (1943)
- Bomber's Moon, regia di Charles Fuhr (1943)
- Marito a sorpresa (Holy Matrimony), regia di John M. Stahl (1943)
- Il pensionante (The Lodger), regia di John Brahm (1944)
- Sweet and Low-Down, regia di Archie Mayo (1944)
- Vertigine (Laura), regia di Otto Preminger (1944)
- Questo nostro amore (This Love of Ours), regia di William Dieterle (1945)
- Tentazione (Temptation), regia di Irving Pichel (1946)
- L'amore senza volto (Night Song), regia di John Cromwell (1947)
- Il treno ferma a Berlino (Berlin Express), regia di Jacques Tourneur (1948)
- Ho paura di lui (The House on Telegraph Hill), regia di Robert Wise (1951)
- Mia moglie si sposa (Let's Make It Legal), regia di Richard Sale (1951)
- I figli della gloria (Fixed Bayonets!), regia di Samuel Fuller (1951)
- Il figlio di Texas (Return of the Texan), regia di Delmer Daves (1952)
- Corriere diplomatico (Diplomatic Courier), regia di Henry Hathaway (1952)
- La tua bocca brucia (Don't Bother to Knock), regia di Roy Ward Baker (1952)
- La giostra umana (O. Henry's Full House), regia di Henry Koster, Henry Hathaway, Jean Negulesco, Howard Hawks ed Henry King (1952)
- Notte di perdizione (Night Without Sleep), regia di Roy Ward Baker (1952)
- I topi del deserto (The Desert Rats), regia di Robert Wise (1953)
- Brigata di fuoco (The Glory Brigade), regia di Robert D. Webb (1953)
- Inferno, regia di Roy Ward Baker (1953)
- New Faces, regia di Harry Horner e John Beal (1954)
- Il principe coraggioso (Prince Valiant), regia di Henry Hathaway (1954)
- La spia dei ribelli (The Raid), regia di Hugo Fregonese (1954)
- La vergine della valle (White Feather), regia di Robert D. Webb (1955)
- Il grande matador (The Magnificent Matador), regia di Budd Boetticher (1955)
- Le sette città d'oro (Seven Cities of Gold), regia di Robert D. Webb (1955)
- L'assassino è perduto (The Killer Is Loose), regia di Budd Boetticher (1956)
- Rapina a mano armata (The Killing), regia di Stanley Kubrick (1956)
- La grande sfida (The Proud Ones), regia di Robert D. Webb (1956)
- Giovani senza domani (A Kiss Before Dying), regia di Gerd Oswald (1956)
- Un re per quattro regine (The King and Four Queens), regia di Raoul Walsh (1956)
- Furia infernale (The Unholy Wife), regia di John Farrow (1957)
- La banda degli angeli (Band of Angels), regia di Raoul Walsh (1957)
- Mia moglie... che donna! (I Married a Woman), regia di Hal Kanter (1958)
- Il cavaliere solitario (Buchanan Rides Alone), regia di Budd Boetticher (1958)
- Anna Lucasta - La ragazza che scotta (Anna Lucasta), regia di Arnold Laven (1958)
- Assassino per contratto (Murder by Contract), regia di Irving Lerner (1958)
- La città nella paura (City of Fear), regia di Irving Lerner (1959)
- Al Capone, regia di Richard Wilson (1959)
- Jack Diamond gangster (The Rise and Fall of Legs Diamond), regia di Budd Boetticher (1960)
- Il letto di spine (The Bramble Bush), regia di Daniel Petrie (1960)
- Pagare o morire (Pay or Die), regia di Richard Wilson (1960)
- Desiderio nella polvere (Desire in the Dust), regia di William F. Claxton (1960)
- Il cowboy con il velo da sposa (The Parent Trap), regia di David Swift (1961)
- Avventura d'amore e di guerra (Marines, Let's Go), regia di Raoul Walsh (1961)
- Qualcosa che scotta (Susan Slade), regia di Delmer Daves (1961)
- Sfida nell'Alta Sierra (Ride the High Country), regia di Sam Peckinpah (1962)
- Donne inquiete (The Caretakers), regia di Hall Bartlett (1963)
- Tra moglie e marito (Wives and Lovers), regia di John Rich (1963)
- Il muro dei dollari (Wall of Noise), regia di Richard Wilson (1963)
- Prendila è mia (Take Her, She's Mine), regia di Henry Koster (1963)
- Squadra d'emergenza (The New Interns), regia di John Rich (1964)
- Il cantante del luna park (Roustabout), regia di John Rich (1964)
- Erasmo il lentigginoso (Dear Brigitte), regia di Henry Koster (1965)
- I 4 figli di Katie Elder (The Sons of Katie Elder), regia di Henry Hathaway (1965)
- Boeing (707), regia di John Rich (1965)
- Elfego Baca: Six Gun Law, regia di Christian Nyby (1966)
- Nevada Smith, regia di Henry Hathaway (1966)
- An Eye for an Eye, regia di Michael D. Moore (1966)
- Noon Wine, regia di Sam Peckinpah (1966) (TV)
- L'ora delle pistole (Hour of the Gun), regia di John Sturges (1967)
- Costretto ad uccidere (Will Penny), regia di Tom Gries (1968)
- Hollywood Party (The Party), regia di Blake Edwards (1968)
- Uffa papà quanto rompi! (How Sweet It Is!), regia di Jerry Paris (1968)
- A Time for Dying, regia di Budd Boetticher (1969)
- Il Grinta (True Grit), regia di Henry Hathaway (1969)
- Il mucchio selvaggio (The Wild Bunch), regia di Sam Peckinpah (1969)
- La ballata di Cable Hogue (The Ballad of Cable Hogue), regia di Sam Peckinpah (1970)
- Il re delle isole (The Hawaiians), regia di Tom Gries (1970)
- Elvis Presley Show (Elvis: That's the Way It Is), regia di Denis Sanders (1970)
- I raptus segreti di Helen (What's the Matter with Helen?), regia di Curtis Harrington (1971)
- L'ultimo buscadero (Junior Bonner), regia di Sam Peckinpah (1972)
- Arruza, regia di Budd Boetticher (1972)
- Getaway, il rapinatore solitario (The Getaway), regia di Sam Peckinpah (1972)
- I diamanti dell'ispettore Klute (Lady Ice), regia di Tom Gries (1973)
- Thomasine & Bushrod, regia di Gordon Parks Jr. (1974)
- Dinamite agguato pistola (Three the Hard Way), regia di Gordon Parks Jr. (1974)
- Dieci secondi per fuggire (Breakout), regia di Tom Gries (1975)
- Io non credo a nessuno (Breakheart Pass), regia di Tom Gries (1975)
- Drum - L'ultimo mandingo (Drum), regia di Steve Carver (1976)
- Candidato all'obitorio (St. Ives), regia di J. Lee Thompson (1976)
- Da mezzogiorno alle tre (From Noon Till Three), regia di Frank D. Gilroy (1976)
- Mikey e Nicky (Mikey and Nicky), regia di Elaine May (1976)
- Rabbit Test, regia di Joan Rivers (1978)
- My Kingdom For..., regia di Budd Boetticher (1985)

### Assistente alla macchina
- Per una donna (I Take This Woman), regia di Marion Gering (1931)